# 白瑜 (永樂進士)
白瑜（？—？），字楚英，直隸常州府武進縣人，明朝政治人物。

## 生平
永樂二年（1404年）甲申科三甲第十名進士。選翰林院庶吉士，編纂《永樂大典》，授給事中，出為均州判官，清廉勤政有為，任期秩滿而民眾不希望其離任，拜訪官府請求留任。官至福建市舶司正提舉。曾經購買捐出若干畝田地於縣學，幫助諸生用以耕種廩給。